# Muzejski dokumentacijski centar
Muzejski dokumentacijski centar (MDC) javna je ustanova osnovana 1955. godine u Zagrebu, kao dokumentacijska, informacijska i komunikacijska točka hrvatske mreže muzeja.
Putem svoje osnovne djelatnosti - dokumentacijske, informacijske, savjetodavne, muzeološke, istraživačke, obrazovne, izdavačke, knjižnične i izložbene - MDC sudjeluje u razvoju hrvatske i međunarodne muzejske zajednice. 

## Povijest
Muzejski dokumentacijski centar je osnovan na inicijativu dr. Antuna Bauera Zaključkom Upravnog odbora Muzejskog društva Narodne Republike Hrvatske u Zagrebu sredinom 1955. godine sa zadatkom da:
- sustavno prikuplja, evidentira i obrađuje građu o razvoju i djelovanju muzejskih ustanova
- prikuplja stručnu muzeološku literaturu, dokumentaciju i građu
- služi stručnjacima i svim osobama zainteresiranim za daljnje unapređenje muzejske struke
- popularizira rad i djelovanje muzejskih ustanova.

U cilju osnivanja MDC-a, dr. Antun Bauer darovnim je aktom poklonio gradu Zagrebu bogat fundus dokumentacije, fototeke, stručne biblioteke i grafičke zbirke koji je prikupio tijekom tri desetljeća, a koja se odnosi na muzeološku problematiku.
Zanimljivo je da je na inicijativu Izvršnog vijeća Sabora RH još 1952. godine izrađena publikacija Muzeji i arhivi u Hrvatskoj, jer je utvrđeno da u našim muzejima "... ne postoji nikakva sistematizirana evidencija niti je moguće dobiti konkretne informacije o muzejskim ustanovama".
Tijekom 1953. godine, uz pomoć Ureda za informacije Izvršnog vijeća Sabora Narodne Republike Hrvatske prvi su put skupljene opsežnije informacije o svakome muzeju u Hrvatskoj na načelu prema kojemu je bio sistematiziran analogni materijal u Muzejskome dokumentacijskom centru ICOM-a u Parizu.
Od 1955. do 1964. godine MDC je djelovao u sastavu Hrvatskoga školskog muzeja. Zaključkom Muzejskog savjeta i u suglasnosti s Republičkim sekretarijatom za kulturu 21. siječnja 1964. MDC je osnovan kao samostalni odjel Hrvatskoga školskog muzeja u Zagrebu, da bi dvije godine kasnije, 5. prosinca 1966. godine, bio pripojen Tehničkome muzeju.
Kao samostalna ustanova MDC je registriran u Okružnom privrednom sudu 22. srpnja 1968., na adresi Mesnička 5 u Zagrebu. Danas je smješten u prostorijama u Ilici 44/II.
MDC je 1993. prvi među muzejskim ustanovama u Hrvatskoj dobio računalo i muzeološki mrežni sustav.

## Uloge
- središnja informacijsko-dokumentacijska i komunikacijska točka hrvatske muzejske zajednice
- koordinator Sustava (mreže) muzeja
- mjesto inicijativa, učenja i razmjene znanja i iskustava, osobito na polju muzejske dokumentacije, informatizacije, komunikacije i zaštite građe
- mjesto unapređenja muzejske struke i stručnih standarda
- mjesto promidžbe hrvatskih muzeja u zemlji i inozemstvu
- posrednik u suradnji hrvatskih muzeja s nacionalnim i svjetskim baštinskim institucijama

## Usluge
MDC je svojim zbirkama i građom te uslugama otvoren stručnoj muzejskoj zajednici, studentima, učenicima, istraživačima i znanstvenicima, novinarima, kolekcionarima, ljubiteljima i proučavateljima umjetnosti, arheologije, etnologije, numizmatike i drugih muzeologiji srodnih znanosti te svim drugim zainteresiranim korisnicima.
- stručna mišljenja, preporuke i elaborati o zaštiti muzejske građe i ostvarivanja uvjeta za njezino čuvanje i izlaganje te o zaštiti muzejskih zgrada
- savjeti i preporuke za praktični rad u muzejima
- savjeti i preporuke za osnivanje muzeja
- uvid i korištenje muzejske zbirke plakata, dokumentacijskih fondova, knjižnične građe, arhivskog gradiva i baza podatka u prostorima MDC-a
- uvid u podatke iz Registra muzeja, galerija i zbirki RH
- posudba građe iz zbirki, knjižnice i arhiva MDC-a
- tematska pretraživanja fondova
- pružanje informacija u usmenom, pismenom ili elektroničkom obliku
- edukacija putem tečajeva, predavanja, seminara, izložbi i manifestacija
- upućivanje na zbirke, fondove i stručnjake u drugim muzejskim i baštinskim institucijama
- uspostavljanje komunikacije između korisnika i muzeja

## Građa

### Registar muzeja, galerija i zbirki u RH
Registar je evidencija „muzealizirane baštine” koja se čuva u muzejskim institucijama u Hrvatskoj bez obzira na njihov upravno–pravni status. Registar je koncipiran kao složena baza podataka o muzejima, njihovim zbirkama, dokumentacijskim fondovima, stručnim djelatnicima i prostorima kojima raspolažu.

### Zbirka muzejskih plakata
Zbirku čini više od 113 000 muzejsko-galerijskih plakata (s replikama) koji prate djelatnost hrvatskih, ali i svjetskih muzeja i galerija. Plakati dokumentiraju izložbe, predavanja, akcije, obilježavanje Međunarodnoga dana muzeja i ine muzejske aktivnosti. 

### Fototeka
Fototeka ima oko 13 000 fotografija, dijapozitiva i negativa te oko 15 000 digitalnih zapisa, podijeljenih u tematske skupine: muzeji i galerije Hrvatske (arhitektura, stalni postav, izložbe, djelatnosti), povijest i djelatnost MDC-a, muzeji i njihova građa u Domovinskom ratu, kolekcionari, crkvene zbirke i inventari, obrazovna djelatnost i dr.

### Videoteka
Videoteka sadržava stotinjak video i DVD zapisa na kojima su zabilježene djelatnosti hrvatskih i manjim dijelom europskih muzeja i galerija, i to otvorenja povremenih izložaba ili stalnih postava, arheološka iskopavanja, predavanja, akcije poput obilježavanja Međunarodnoga dana muzeja te priče o utemeljiteljima muzeja, kolekcionarima i stručnim muzejskim djelatnicima.

### Knjižnica
Knjižnica MDC-a posebna je knjižnica koja, s oko 40 000 jedinica rukopisne, tiskane i elektroničke građe te popratnim informacijskim pomagalima (katalozima, bazama podataka) i uslugama, pokriva područje znanja o muzejima i muzejskoj djelatnosti. Obuhvaća muzeološku literaturu te izdanja hrvatskih i inozemnih muzeja i galerija.

### Arhiv
Arhiv muzeja i galerija Hrvatske sadržava dokumente o povijesnom razvoju svih muzejskih ustanova u Republici Hrvatskoj, djelatnostima svakoga muzeja i galerije, dokumentaciju o suradnji sa srodnim ustanovama u zemlji i inozemstvu kao i cjelokupno javno djelovanje svake ustanove.

#### Osobni arhiv MDC-a
Projekt je pokrenut 2002. godine s ciljem prikupljanja i stručne obrade podataka o zaslužnim muzejskim djelatnicima i suradnicima muzeja iz Hrvatske koji su se istaknuli svojim radom, muzejskim i kulturnim programima, uspjesima u zemlji i inozemstvu i doprinijeli usponu muzejske struke i afirmaciji sredine u kojoj su djelovali, s naglaskom na ulogu pojedinca u građenju kulturnoga ozračja i čuvanju trajnih vrijednosti nematerijalne kulturne baštine.

## Ciljevi
- Središnja točka baza podataka o muzejskim predmetima – zbirke online
- Posredovanje muzejskih baza s europskim bazama
- Koordiniranje infrastrukture digitalizacije muzejskih sadržaja
- Stvaranje hrvatske digitalne muzejske mreže

## Vanjske poveznice
- Službene stranice Muzejskog dokumentacijskog centra